# Giardini di Eolo

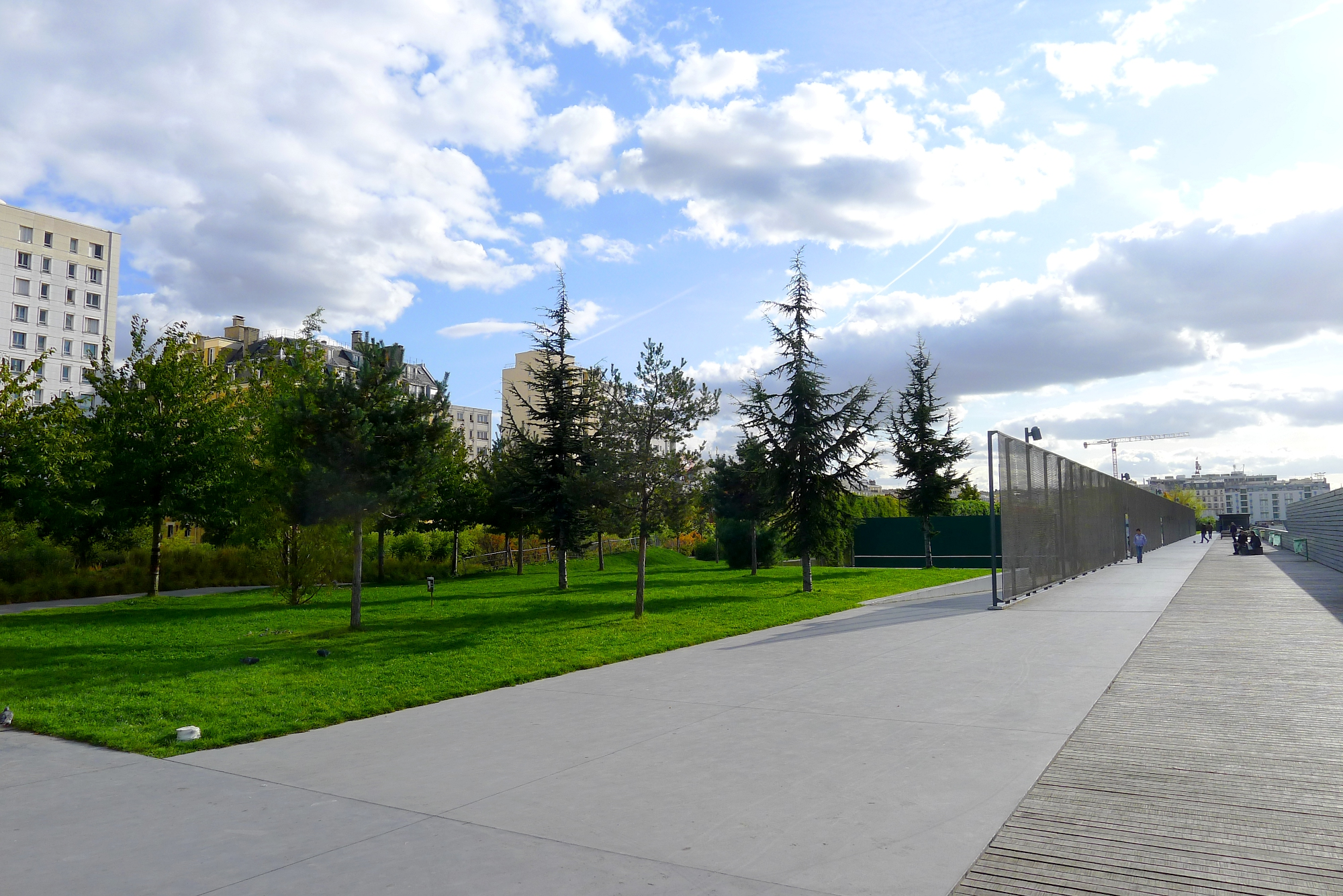
I giardi di Eolo visti dall'ingresso di rue Riquet

I giardini di Eolo sono giardini appartenenti prevalentemente XVIII arrondissement di Parigi, al n. 45 di rue d'Aubervilliers. Prendono il nome dal mitologico Eolo, dio dei venti.

## Origine
La creazione di questo giardino è stata frutto di una mobilitazione di cittadini, di associazioni e dei rappresentanti eletti. 
Estesi su più di 42000 mq, i giardini di Eolo illustrano la volontà di abbellire Parigi e di procurare un nuovo spazio verde quotidiano agli abitanti di un quartiere a lungo privo di uno spazio collettivo di questo tipo.
Il giardino è stato predisposto su un vecchio sedime ferroviario, una ex stazione merci della SNCF, dismessa dagli anni '90. Le uniche vestigia ferroviarie rimaste sono i due fabbricati d'ingresso, ai numeri 43 e 47.

## Gestione ecologica del giardino
Nel quadro dell'impegno della città di Parigi per la salvaguardia dell'ambiente, è stata messa in atto una gestione ecologica del luogo. Essa tiene conto delle diversità di uso del giardino nel preservare l'acqua, il suolo e l'aria.
L'erba del prato viene falciata e le foglie del complesso sono conservate. Non vi è alcun ricorso a fertilizzanti o a pesticidi. Viene anche praticata la raccolta differenziata delle immondizie. Una pala eolica illustra l'importanza di tener conto delle energie rinnovabili nel modo di vita contemporaneo..
Tutte le parti del giardino sono accessibili alle persone con mobilità ridotta grazie alla disposizione dei viali e delle rampe. La immissione della fauna è favorita dalla scelta della flora. Un giardino ghiaioso è seminato di piante pluriennali che si riproducono spontaneamente e fioriscono per tutto l'anno.
Abitanti del luogo fanno parte integrante del progetto poiché i giardini di Eolo ospitano il Trifoglio di Eolo, un giardino condiviso di 400 mq, ove si possono sperimentare pratiche rispettose dell'ambiente.

## Teatro
Dal 2011 il Grand Parquet presenta diversi spettacoli sotto il suo tendone sito al n. 35 di rue d'Aubervilliers.

## Attrezzature
Vi sono due campi da football, quattro da basket, due tavoli da ping-pong, tra aree per giochi e una vasca di sabbia.

## Trasporti
I giardini di Eolo sono serviti dalle linee della metropolitana n. 2 tramite la stazione di La Chapelle, n. 12, tramite la stazione di Max Dormoy e dalla n. 5, tramite la stazione di Stalingrad.